# 亚历山大·德米特里耶维奇·茹科夫
亚历山大·德米特里耶维奇·茹科夫（羅馬化：Aleksandr Dmitriyevich Zhukov；1956年6月1日—）是俄罗斯经济学家和政治人物。茹科夫于1994年至2004年担任国家杜马议员。他是国家杜马第一副主席。此前他还曾担任俄罗斯奥委会主席。

## 早年生活
亚历山大·茹科夫出生于莫斯科。他的父亲德米特里·茹科夫是一位苏联作家和英语翻译家。
他毕业于莫斯科第444高中，随后毕业于莫斯科国立大学经济系（1978年），获得经济学和数学学位。随后，他在苏联国家计划委员会学习高等经济课程。茹科夫是哈佛商学院的校友，也是货币、税收和海关立法领域的专家。

## 制裁
茹科夫于2022年因俄乌战争而受到英国政府制裁。